# Jorge Lippay

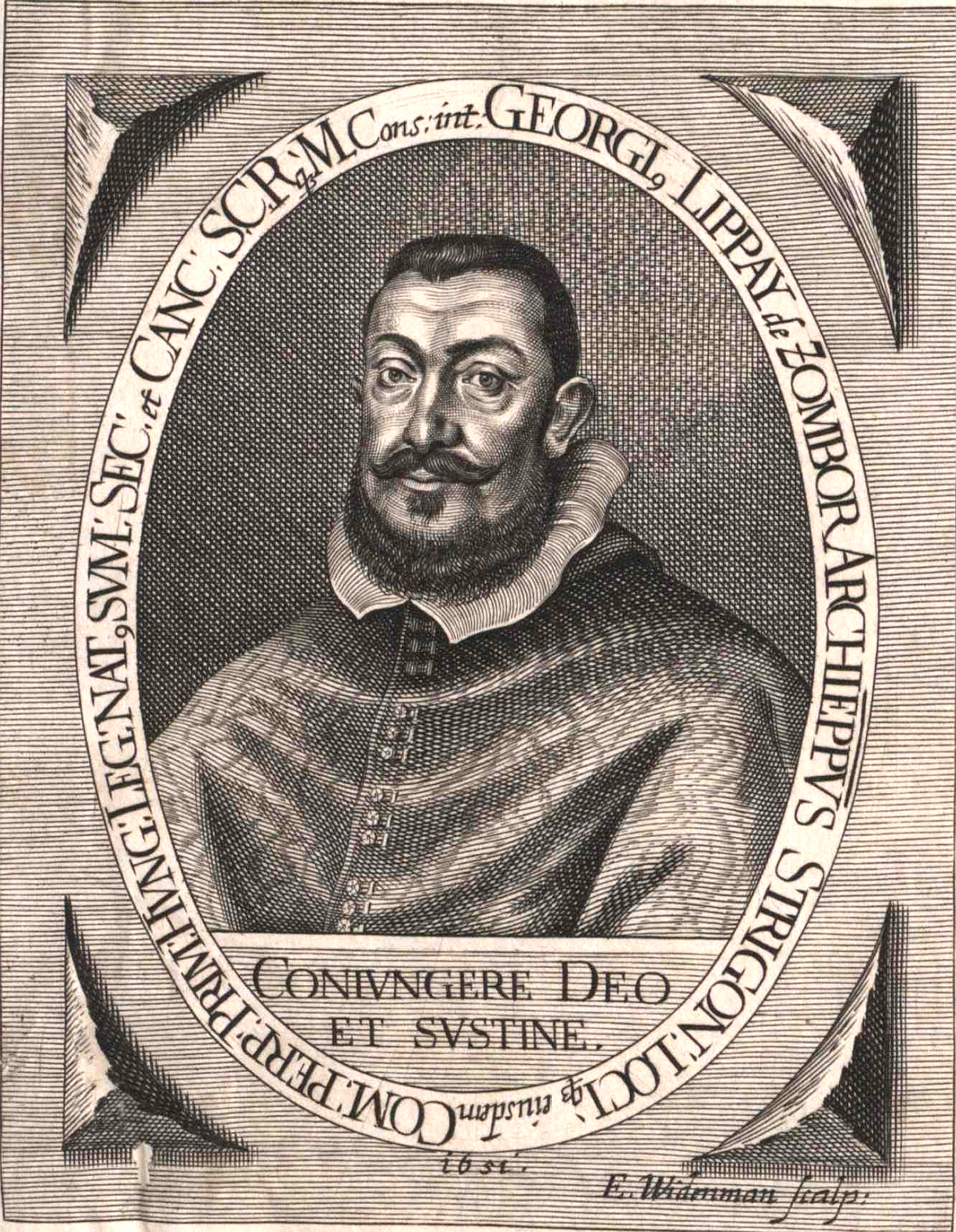
Arzobispo Jorge Lippay. Grabado de autor desconocido.

El conde Jorge Lippay de Zombor (en húngaro: Lippay György) (Bratislava, 9 de octubre de 1600-Nagyszombat, 30 de enero de 1666), sexagésimo segundo arzobispo de Esztergom y Príncipe Primado húngaro, fue un extraordinario químico y alquimista.

## Biografía
Su padre era el conde Juan Lippay de Zombor (†1616), su madre era María Landovicz Serényi. Jorge Lippay comenzó sus estudios en la ciudad de Viena, y en Graz obtuvo su doctorado en filosofía. Sus estudios teológicos los continuó en Roma, y tras finalizarlos sirvió por largo tiempo en Viena y posteriormente en Hungría. A partir de 1625 fue nombrado canónigo de Esztergom, y luego de 1627 fue deán principal de Torna. En 1631 fue nombrado obispo de Eger, el 1 de febrero de 1633 fue obispo de Veszprém y el 1 de mayo de 1637 se convirtió en obispo de Eger. Además de esto a partir de 1635 fue nombrado canciller húngaro, y fue uno de los fundadores de la facultad de derecho de la universidad de Nagyszombat (actualmente operando en Budapest bajo el nombre de ELTE).
En 1642 fue nombrado arzobispo de Esztergom, accediendo al puesto más alto de la Iglesia católica en el Reino de Hungría. Lippay se convirtió en una de las figuras claves de la Contrarreforma en el reino húngaro, resultando uno de los seguidores más leales de los Habsburgo (que gobernaban no solo el Sacro Imperio Romano Germánico, sino Hungría y Bohemia también). En 1664 luego de la paz de Vasvár, ante la creciente presencia extranjera en territorio húngaro, la alta nobleza comenzó a sentir desagrado por las acciones tomadas por el monarca supremo. De esta forma, Lippay se unió al movimiento conspiratorio de Francisco Wesselényi en contra el rey húngaro y emperador germánico Leopoldo I de Habsburgo.
Sin embargo la muerte de Lippay el 30 de enero de 1666, y de Wesselényi el 23 de mayo de 1667 terminaron frustrando dicha conspiración, la cual fue descubierta por el emperador quien ejecutó a muchos de sus colaboradores.

## Labor como Químico y Alquimista

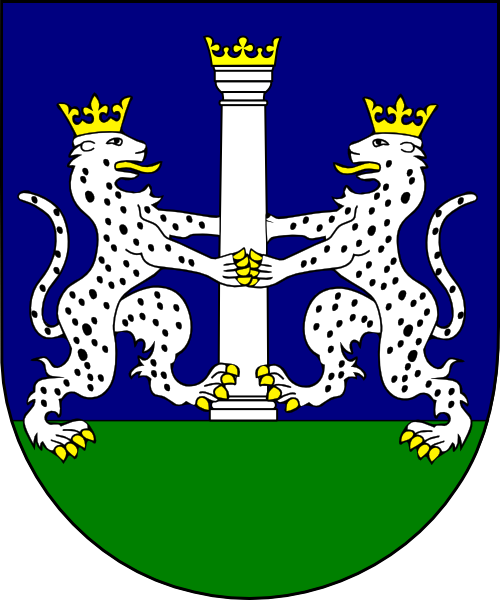
Escudo de Armas del arzobispo Jorge Lippay.

Lippay se interesó ávidamente desde joven en las ciencias naturales. En su estadía en Bratislava cuidó y su jardín botánico con plantas ornamentales y frutales de muchas especies. Sobre este mismo tema escribió tres libros en idioma húngaro sobre el cuidado de jardines. Igualmente se ha preservado un libro de alquimia escrito por él, que se encuentra actualmente en la National-Bibliothek de Viena.  La cubierta colorida del ejemplar tiene el siguiente título: Mons Magnesiae Ex Quo Obscurum sed Verum Subjectum Philosophorum effonditur et Expresse denominatur. Los trabajos de Lippay fueron dedicados al emperador Leopoldo I de Habsburgo, quien estuvo siempre muy interesado en la creación del oro. La visión de Lippay consistía en que la creación del oro era posible al idear la teoría adecuada para ello. Esta teoría podía ser ideada y el asunto resuelto solamente siguiendo el camino a la Montaña Magnezia (Mons Magnesia). Resumió excepcionalmente sus anteriores obras alquimistas, como escribió en una de ellas,  "… en la obra he discutido sobre el material, el cual comprende en sí mismo los cuatro elementos, la tierra, el agua, el aire, el fuego; los tres principium: sal, sulfuro, mercurio; la dualidad masculina y femenina, y finalmente aquello que es fabuloso, nuestra materia solar. … Que no quede frente a ti oculto tampoco aquello, que este material nuestro es el chaos". Se la considera una de las más bellas obras de alquimia húngaras.